# Coupe des clubs champions arabes de football 1988
Navigation
Riyad 1987 Marrakech 1989
La Coupe arabe des clubs champions 1988 est la sixième édition de la Coupe arabe des clubs champions de football. Organisée à Sharjah aux Émirats arabes unis, elle regroupe les clubs des pays arabes les plus performants de leur championnat national (champion, vice-champion ou vainqueur de la coupe nationale). Après un tour préliminaire entre les représentants du Maghreb, les dix équipes sont réparties en deux poules de cinq et s'affrontent une fois. Les deux premiers de chaque groupe disputent la phase finale, en match à élimination directe.
C'est le club saoudien d'Ettifaq FC qui met fin au règne d'Al Rasheed, triple tenant du titre, en remportant cette édition, après avoir battu les Tunisiens du Club africain lors de la finale disputée au Stade de Sharjah. C'est le deuxième succès du club dans cette compétition après son sacre de 1984 et son quatrième titre international (Ettifaq a déjà remporté à deux reprises la Coupe du golfe des clubs champions).

## Équipes participantes
- Raja de Casablanca - Champion du Maroc 1988
- MC Oran - Vice-champion d'Algérie 1986-1987
- Club africain - Vice-champion de Tunisie 1986-1987
- Kawkab de Marrakech - Vice-champion du Maroc 1986-1987
- ASC Wharf - Représentant de Mauritanie

- Al Rasheed - Champion d'Irak 1986-1987 et tenant du titre
- Al Shabab Bagdad - 3e du championnat d'Irak 1986-1987
- Ettifaq FC - Champion d'Arabie saoudite 1986-1987
- Jableh SC - Champion de Syrie 1986-1987
- Sharjah SC - Champion des Émirats arabes unis 1986-1987
- Kazma Sporting Club - Champion du Koweït 1986-1987
- Al Merreikh Omdurman - Vice-champion du Soudan 1986-1987
- Fanja Club - Champion d'Oman 1986-1987

## Compétition

### Tour préliminaire
Un tour préliminaire entre les clubs du Maghreb a lieu. Les deux premiers se qualifient pour la phase finale.
| Rang | Équipe              | Pts | J | G | N | P | Bp | Bc | Diff |  | Résultats (▼ dom., ► ext.) |  |     |     |     |
| ---- | ------------------- | --- | - | - | - | - | -- | -- | ---- |  | -------------------------- |  | --- | --- | --- |
| 1    | Club africain       | 9   | 3 | 3 | 0 | 0 | 5  | 2  | +3   |  | Club africain              |  | 2-1 | 1-1 | 2-0 |
| 2    | Kawkab de Marrakech | 6   | 3 | 2 | 0 | 1 | 6  | 2  | +4   |  | Kawkab de Marrakech        |  |     | 1-0 | 4-0 |
| 3    | MC Oran             | 3   | 3 | 1 | 0 | 2 | 9  | 2  | +7   |  | MC Oran                    |  |     |     | 8-0 |
| 4    | ASC Wharf           | 0   | 3 | 0 | 0 | 3 | 0  | 14 | -14  |  | ASC Wharf                  |  |     |     |     |

### Tournoi final

#### Premier tour
Groupe A
| Rang | Équipe               | Pts | J | G | N | P | Bp | Bc | Diff |  | Résultats (▼ dom., ► ext.) |  |     |     |     |     |
| ---- | -------------------- | --- | - | - | - | - | -- | -- | ---- |  | -------------------------- |  | --- | --- | --- | --- |
| 1    | Club africain        | 6   | 4 | 2 | 2 | 0 | 5  | 2  | +3   |  | Club africain              |  | 0-0 | 1-1 | 2-0 | 2-1 |
| 2    | Fanja Club           | 5   | 4 | 2 | 1 | 1 | 4  | 2  | +2   |  | Fanja Club                 |  |     | 1-2 | 2-0 | 1-0 |
| 3    | Al RasheedT          | 5   | 4 | 2 | 1 | 1 | 4  | 3  | +1   |  | Al RasheedT                |  |     |     | 0-1 | 1-0 |
| 4    | Jableh SC            | 3   | 4 | 1 | 1 | 2 | 3  | 6  | -3   |  | Jableh SC                  |  |     |     |     | 2-2 |
| 5    | Al Merreikh Omdurman | 1   | 4 | 0 | 1 | 3 | 3  | 6  | -3   |  | Al Merreikh Omdurman       |  |     |     |     |     |

Groupe B
| Rang | Équipe              | Pts | J | G | N | P | Bp | Bc | Diff |  | Résultats (▼ dom., ► ext.) |  |     |     |     |     |
| ---- | ------------------- | --- | - | - | - | - | -- | -- | ---- |  | -------------------------- |  | --- | --- | --- | --- |
| 1    | Ettifaq FC          | 6   | 4 | 2 | 2 | 0 | 8  | 5  | +3   |  | Ettifaq FC                 |  | 2-2 | 1-0 | 2-2 | 3-1 |
| 2    | Al Shabab Bagdad    | 4   | 4 | 1 | 2 | 1 | 4  | 3  | +1   |  | Al Shabab Bagdad           |  |     | 0-0 | 2-0 | 0-1 |
| 3    | Raja de Casablanca  | 4   | 4 | 1 | 2 | 1 | 1  | 1  | 0    |  | Raja de Casablanca         |  |     |     | 0-0 | 1-0 |
| 4    | Sharjah SC          | 4   | 4 | 1 | 2 | 1 | 4  | 5  | -1   |  | Sharjah SC                 |  |     |     |     | 2-1 |
| 5    | Kazma Sporting Club | 2   | 4 | 1 | 0 | 3 | 3  | 6  | -3   |  | Kazma Sporting Club        |  |     |     |     |     |

#### Phase finale
|  | Demi-finales     | Demi-finales  |                        |       | Finale | Finale |
|  | Demi-finales     | Demi-finales  |                        |       | Finale | Finale |
|  |                  |               |                        |       |        |        |
|  |                  |               |                        |       |        |        |
|  |                  |               |                        |       |        |        |
|  | Ettifaq FC       | 3             |                        |       |        |        |
|  | Ettifaq FC       | 3             |                        |       |        |        |
|  | Fanja Club       | 1             |                        |       |        |        |
|  | Fanja Club       | 1             | Ettifaq FC             | 1 (4) |        |        |
|  |                  |               | Ettifaq FC             | 1 (4) |        |        |
|  |                  | Club africain | 1 (2)                  |       |        |        |
|  | Club africain    | Club africain | 1 (2)                  | 2 (4) |        |        |
|  | Club africain    |               |                        | 2 (4) |        |        |
|  | Al Shabab Bagdad | 2 (2)         |                        |       |        |        |
|  | Al Shabab Bagdad | 2 (2)         | Match pour la 3e place |       |        |        |
|  |                  |               |                        |       |        |        |
|  |                  |               |                        |       |        |        |
|  |                  |               |                        |       |        |        |
|  | Al Shabab Bagdad | 3             |                        |       |        |        |
|  | Al Shabab Bagdad | 3             |                        |       |        |        |
|  | Fanja Club       | 2             |                        |       |        |        |
|  | Fanja Club       | 2             |                        |       |        |        |

Finale
| 4 novembre 1988 | Ettifaq FC          | 1 - 1 | Club africain         | Stade de Sharjah, Sharjah                       |                                                 |
|                 | Hamid Al-Debiki 25e |       | Nasser Al-Amdoumi 18e | Spectateurs : 27 500 Arbitrage : Rachid Medjiba | Spectateurs : 27 500 Arbitrage : Rachid Medjiba |
|                 | Tirs au but 4-2     |       |                       | Spectateurs : 27 500 Arbitrage : Rachid Medjiba | Spectateurs : 27 500 Arbitrage : Rachid Medjiba |

| Coupe des clubs champions arabes Ettifaq FC 1er titre |